# Ludovico Ludovisi
Ludovico Ludovisi (Bolonia, 27 de octubre de 1595-18 de noviembre de 1632) fue un cardenal italiano de la Iglesia católica, sobrino del papa Gregorio XV. 

## Biografía
Fue nominado en el consistorio del 15 de febrero de 1621. 
Doctor en leyes (1615), fue refrendario de las Signaturas (1619), arzobispo de Bolonia, componente de la Congregación del Buen Gobierno, legado en Aviñón, secretario de los Breves, Camarlengo y Vicecanciller de la Iglesia desde 1621. Mecenas de las artes y la literatura, en 1621 fundó la sociedad literaria Congregazione dei Virtuosi.
Murió en Bolonia el 18 de noviembre de 1632 a los 37 años. Fue enterrado provisionalmente en la Catedral de Bolonia y luego trasladado, según su última voluntad, a la Iglesia de San Ignacio en Roma.